# Роговик Шмальгаузена
{{#ifeq:0|0|{{#if:Cerastium schmalhausenii|{{#if:|[[]}}|[[]]}}}}
Роговик Шмальгаузена (Cerastium schmalhausenii) — вид квіткових рослин родини гвоздикових (Caryophyllaceae).
Валідність таксону викликає сумніви. Зокрема The Plant List вважає цей таксон синонімом до Cerastium gracile Dufour, а Catalogue of Life — Cerastium ramosissimum Boiss.

## Біоморфологічна характеристика
Це зелена однорічна рослина 5–15 см заввишки. Надземні пагони розгалужуються майже від основи. Нижні листки в розетках, обернено-яйцеподібні, інші довгасті. Чашолистки 3–4 мм у довжину, пелюстки майже рівні по довжині чашолисткам; коробочки вдвічі довші.

## Поширення
Росте в Україні й пд.-євр. Росії.
В Україні вид росте на степових і кам'янистих схилах — на півдні Правобережного Степу, зрідка.